# Groszek wielkoprzylistkowy
Groszek wielkoprzylistkowy (Lathyrus pisiformis L.) – gatunek rośliny z rodziny bobowatych. Rośnie dziko w Azji oraz wschodniej, południowej i środkowej Europie. W Polsce jest bardzo rzadki, występuje tylko w województwie świętokrzyskim.

## Morfologia

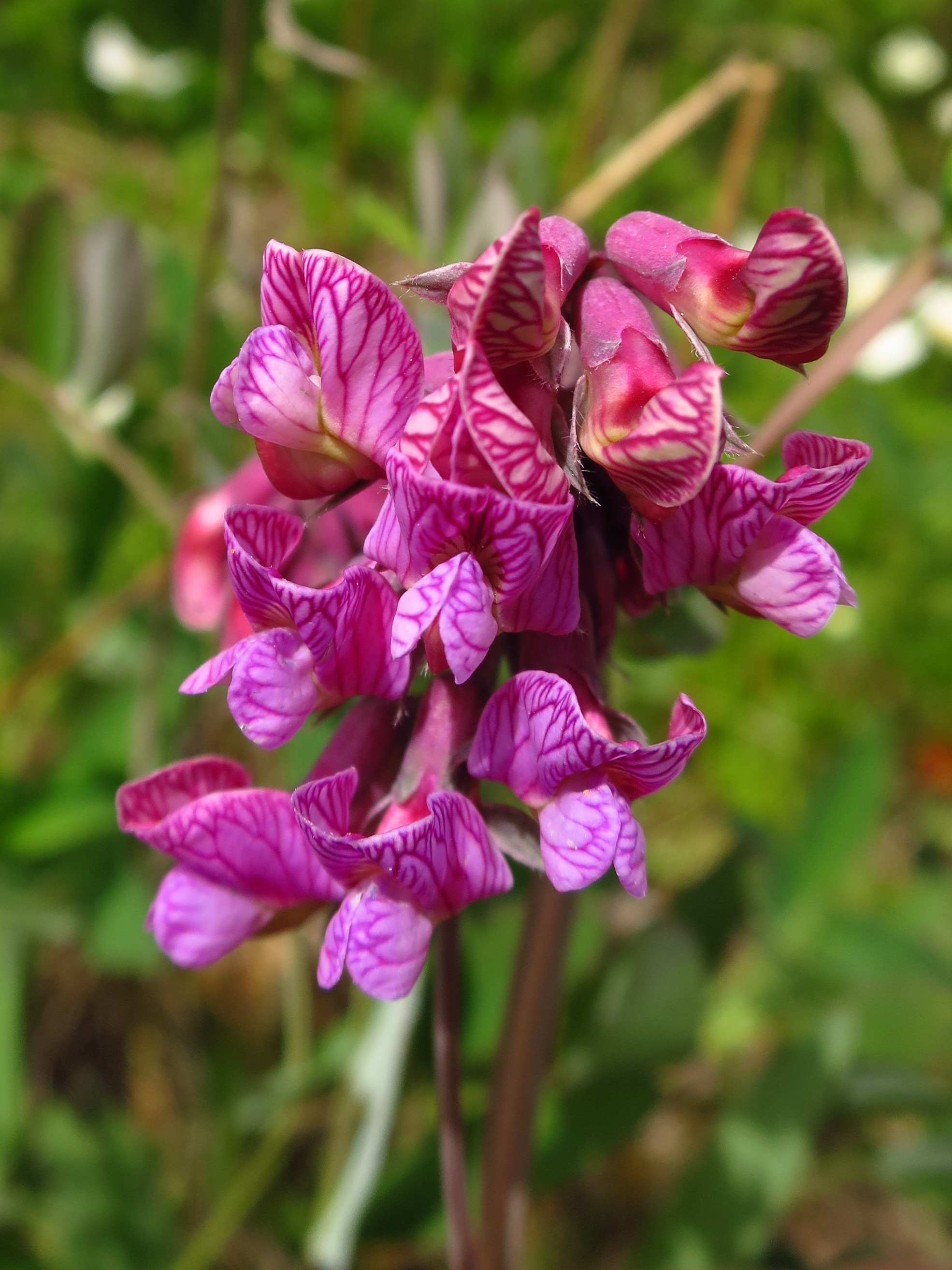
Kwiaty

ŁodygaDo 1m wysokości, oskrzydlona.
LiścieOgonek wąsko oskrzydlony. Liście złożone z 3-5 par jajowatych listków, sinych od spodu. Przylistki wielkości listków lub większe.
KwiatyBrudnoczerwone z ciemnym żyłkowaniem, o długości 12–14 mm.
OwocStrąk.

## Biologia i ekologia
Bylina. Rośnie w świetlistych dąbrowach, grądach i zaroślach. Kwitnie od maja do lipca. Liczba chromosomów 2n=14.

## Zagrożenia i ochrona
Roślina objęta w Polsce ścisłą ochroną gatunkową.
Kategorie zagrożenia gatunku:
- Kategoria zagrożenia w Polsce według Czerwonej listy roślin i grzybów Polski (2006)[7]: R (rzadki); 2016: EN (zagrożony)[8].
- Kategoria zagrożenia w Polsce według Polskiej czerwonej księgi roślin[9]: VU (vulnerable, narażony).